# Selago cecilae
Selago cecilae är en flenörtsväxtart som först beskrevs av Robert Allen Rolfe, och fick sitt nu gällande namn av Frederick Eyles. Selago cecilae ingår i släktet Selago och familjen flenörtsväxter. Inga underarter finns listade i Catalogue of Life.